# ユカギール (村)
ユカギール (ロシア語: Юкагир; サハ語: Дьүкээгир)は、ロシア連邦東部のサハ共和国北部のウスチ・ヤンスク地区の村。
この地域で発見されたマンモスはユカと名付けられ、2013年に横浜市で展示された。
地区の中心都市であるデプタツキーの798km北に位置する。
2010年の人口は154人で、男性が84人で女性が70人だった。
2002年の106人から大きく増加している。